# Michał Probierz
Michał Rafał Probierz (ur. 24 września 1972 w Bytomiu) – polski trener i piłkarz, który występował na pozycji pomocnika lub obrońcy. W latach 2023–2025 selekcjoner reprezentacji Polski w piłce nożnej.
Jako trener Jagiellonii Białystok zdobył z klubem wicemistrzostwo Polski (2016/2017), Puchar Polski (2009/2010) oraz Superpuchar Polski (2010), zostając w 2010 wybranym trenerem 90-lecia klubu. W tym samym roku został wybrany trenerem roku w Polsce w plebiscycie Piłki Nożnej. W sezonie 2014/2015 zdobywając z klubem 3. miejsce w Ekstraklasie został wybrany trenerem sezonu. W latach 2017–2021 trener, a w latach 2019–2021 również wiceprezes ds. sportowych MKS Cracovia, z którym w sezonie 2019/2020 zdobył Puchar Polski, a następnie w 2020 Superpuchar Polski. W latach 2022–2023 pełnił funkcję selekcjonera reprezentacji Polski do lat 21, a w latach 2023–2025 był selekcjonerem reprezentacji Polski w piłce nożnej.

## Kariera zawodnicza
Jako junior grał w klubach: ŁKS Łagiewniki, GKS Rozbark, Gwarek Zabrze i Westfalia Herne.
Karierę seniorską rozpoczął w Ruchu Chorzów, by w wieku 21 lat wyjechać do Niemiec, do Bayeru Uerdingen. W 1995 przeszedł do SG Wattenscheid 09, gdzie grał, jednocześnie trenując młodzież. W 1997 roku wrócił na Śląsk, tym razem do Górnika Zabrze, gdzie tak samo jak w Wattenscheid grał i trenował młodzież jednocześnie. W 2003 roku awansował na stanowisko grającego asystenta trenera kiedy pierwszym szkoleniowcem był Waldemar Fornalik. W międzyczasie był trenerem TKKF Chorzów, który był drużyną halową.
Następnie, w zimie 2003/04 przeszedł do Pogoni Szczecin, a latem 2004 został piłkarzem Widzewa Łódź. Karierę piłkarską zakończył po odniesieniu poważnej kontuzji (zerwanie więzadeł krzyżowych) w 64. minucie meczu Widzewa przeciwko RKS Radomsko 21 maja 2005 roku. Łącznie w pierwszej lidze (późniejszej Ekstraklasie) wystąpił w 260 spotkaniach i strzelił dziewięć goli.

## Wybory parlamentarne
W wyborach w 2005 bez powodzenia kandydował do Sejmu RP z listy Partii Demokratycznej.

## Kariera trenerska

### Polonia Bytom
6 października 2005 w wieku zaledwie 33 lat został trenerem Polonii Bytom. Była to jego pierwsza praca jako pierwszy trener. Kiedy przychodził do Polonii, klub zajmował przedostatnie, 17. miejsce w tabeli drugiej ligi (późniejszej I ligi). W dziesięciu meczach zdobył zaledwie pięć punktów. Przed Probierzem postawiono zadanie utrzymania się w rozgrywkach. Polonia na koniec sezonu zajęła spadkowe, 15. miejsce, jednak dzięki fuzji Amiki Wronki i Lecha Poznań miała prawo gry w barażach, w których pokonała Unię Janikowo, utrzymując się w lidze.

### Widzew Łódź
Jeszcze w trakcie sezonu, 1 czerwca 2006 Widzew Łódź poinformował, że Probierz zostanie trenerem tego klubu od następnego sezonu – 2006/2007. Tak się też stało, w czerwcu 2006 Probierz przejął stanowisko trenera Widzewa Łódź, który w poprzednim sezonie zajął w drugiej lidze pierwsze miejsce i awansował do Ekstraklasy. W swoim debiucie trenerskim w najwyższej klasie rozgrywkowej drużyna prowadzona przez Probierza pokonała na własnym stadionie Dyskobolię Grodzisk Wlkp. 2:1. Ostatecznie w lidze Widzew uplasował się na 12. miejscu, w pucharze Polski odpadł w 1/16 finału z Cracovią, zaś w Pucharze Ekstraklasy nie wyszedł z grupy. Po sześciu kolejkach sezonu 2007/2008, w których Widzew zgromadził zaledwie trzy punkty i nie odniósł żadnego zwycięstwa, Probierz został zwolniony.

### Polonia Bytom
17 grudnia 2007 ponownie został trenerem Polonii Bytom, która po rundzie jesiennej zajmowała czternaste miejsce w tabeli. Pod wodzą Probierza bytomianie przegrali pięć meczów, pięć zremisowali oraz wygrali trzy. Taki wynik pozwolił im utrzymać się w Ekstraklasie. 22 maja 2008 Probierz zrezygnował z prowadzenia Polonii.

### Jagiellonia Białystok

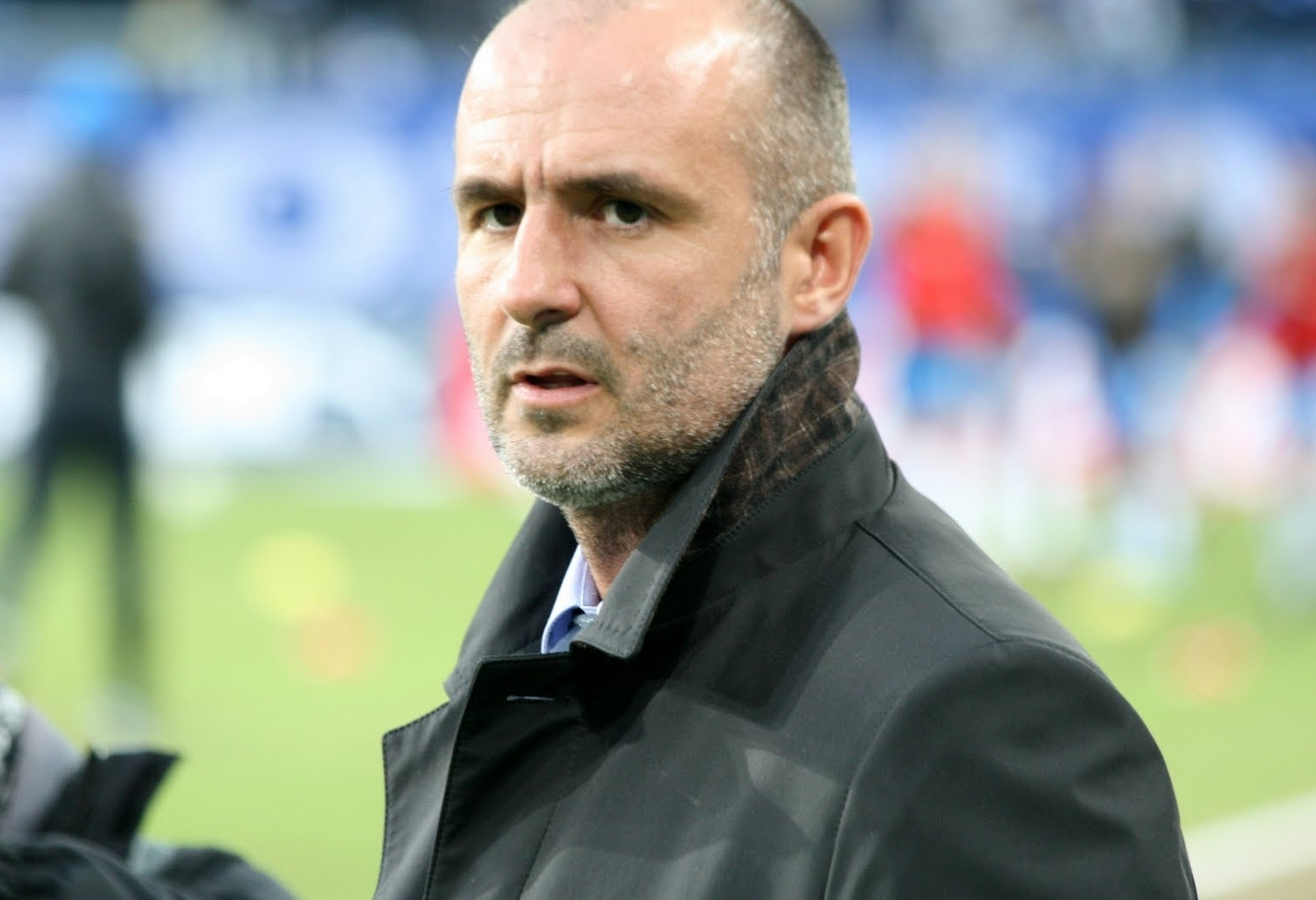
Probierz jako trener Jagiellonii w 2011 roku

W czerwcu 2008 przejął Jagiellonię Białystok. Na trzy kolejki przed zakończeniem sezonu 2008/2009, po przegranym wyjazdowym meczu 1:3 z Lechią Gdańsk, Probierz na pomeczowej konferencji prasowej oświadczył, iż oddaje się do dyspozycji zarządu. Prezes Jagiellonii Cezary Kulesza zapewnił jednak o mocnej pozycji Probierza w klubie, a za słabe rezultaty zespołu winił piłkarzy. Ostatecznie w sezonie 2008/2009 Jagiellonia zajęła ósme miejsce w lidze oraz dotarła do 1/8 finału Pucharu Polski.
Przed kolejnym rozgrywkami klub miał zostać zdegradowany do pierwszej ligi za korupcję, jednak Związkowy Trybunał Piłkarski rozpatrzył jego odwołanie i ukarał zespół karą dziesięciu minusowych punktów na początku sezonu 2009/2010. Jagiellonia już po czterech kolejkach odrobiła minusowe punkty. Do końca rundy grała dobrze i na przerwę zimową uplasowała się na dziesiątym miejscu w tabeli. W rundzie wiosennej sezonu 2009/2010, Jagiellonia pod wodzą Probierza odniosła największy sukces jakim było zdobycie Pucharu Polski po wygraniu z Pogonią Szczecin 1:0 (gola strzelił Andrius Skerla), oraz zdobyła Superpuchar Polski po wygraniu na stadionie w Płocku z mistrzem Polski Lechem Poznań (1:0, bramka T. Frankowskiego).
Zdobycie pucharu Polski umożliwiło Jagiellonii start w III rundzie eliminacji do Ligi Europy. W niej Jagiellonia zmierzyła się z greckim Arisem Saloniki, przegrywając w pierwszym meczu na własnym boisku 1:2 oraz remisując 2:2 w Salonikach, minimalnie przegrała dwumecz. Po pierwszych czterech kolejkach sezonu 2010/11 Jagiellonia z Probierzem na ławce została wiceliderem Ekstraklasy, wygrywając m.in. z aktualnym wówczas mistrzem Polski Lechem Poznań 2:0. W 5. kolejce pokonując Wisłę Kraków (2:1) i przy porażce dotychczas prowadzącej w ekstraklasie Polonii Warszawa z Koroną Kielce (1:3), Jagiellonia pod wodzą Probierza została nowym samodzielnym liderem rozgrywek. Zespół Jagiellonii po rundzie jesiennej otwierał tabelę Ekstraklasy.
Ostatecznie na koniec sezonu drużyna zajęła czwarte miejsce w tabeli ligowej, dające prawo gry do kwalifikacjach do Ligi Europy. Dla klubu była to najwyższa pozycja w lidze w historii. 22 lipca 2011 kontrakt Probierza z Jagiellonią został rozwiązany za porozumieniem stron. Jagiellonia pod wodzą Probierza odniosła największe sukcesy w historii klubu. W 2011 roku został uhonorowany tytułem „Trenera 90-lecia” Jagiellonii.

### ŁKS Łódź
5 września 2011 Probierz został trenerem ŁKS-u Łódź, zajmującego wówczas ostatnie miejsce w tabeli Ekstraklasy. W swoim debiucie poprowadził łódzki zespół do zwycięstwa w meczu z Cracovią, pokonując ją na jej stadionie 1:0. W listopadzie po otrzymaniu oferty pracy z zagranicznego klubu, rozwiązał za porozumieniem stron kontrakt z ŁKS-em. Odchodząc z ŁKS-u, Probierz pozostawił klub na 11. miejscu w tabeli Ekstraklasy po 12 kolejkach ligowych.

### Aris Saloniki
4 listopada 2011 przejął rolę trenera drużyny greckiej superligi – Arisu Saloniki. Wraz z nim do Grecji udał się jego asystent, Bartłomiej Zalewski. W tym momencie klub miał na koncie cztery remisy i znajdował się w strefie spadkowej tabeli ligowej. W debiucie 5 listopada 2011 drużyna pod wodzą Probierza przegrała przed własną publicznością z mistrzem Grecji Olimpiakosem 2:3. Jednak pod koniec grudnia Aris miał już 14 punktów i zajmował dziesiąte miejsce w tabeli (pokonał m.in. znacznie wyżej notowane OFI Kreta i Panathinaikos Ateny).
W tym czasie trener stwierdził, że zamierza zrezygnować z posady szkoleniowca Arisu ze względu na kłopoty finansowe klubu (Probierz powiedział, że piłkarze nie dostawali wynagrodzenia za ostatnie 7 miesięcy pracy), po czym wskutek rozmów z władzami klubu postanowił zmienić decyzję i pozostać na stanowisku. Ostatecznie 5 stycznia 2012 roku rozwiązał kontrakt z Arisem Saloniki. Za kadencji Probierza jego drużyna w lidze wygrała 3 mecze, 1 zremisowała, 4 przegrała (była na 11. miejscu w tabeli). Pod wodzą Probierza Aris wywalczył awans do 1/8 finału Pucharu Grecji.

### Wisła Kraków

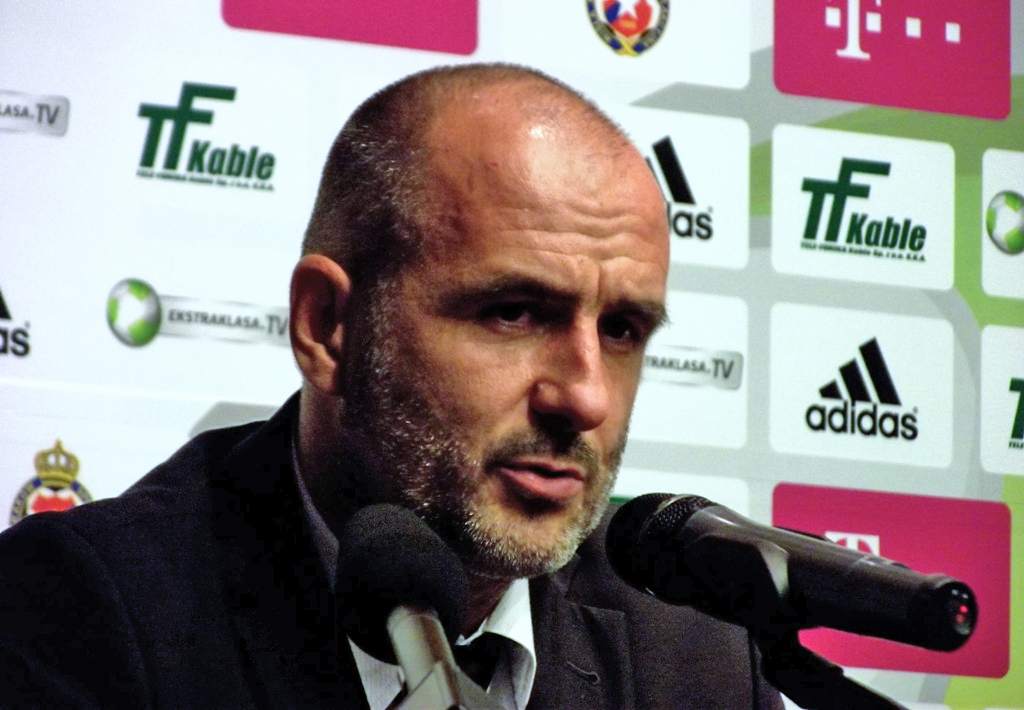
Probierz jako trener Wisły Kraków w 2012 roku

Po niespełna dwóch miesiącach od rozwiązania kontraktu z Arisem Saloniki, 1 marca 2012 Probierz objął funkcję trenera Wisły Kraków. 1 października w trakcie konferencji prasowej po ligowym meczu z Piastem Gliwice, podał się do dymisji, a następnego dnia rozwiązał umowę z krakowskim klubem. Pracę w klubie zakończył w atmosferze konfliktu ze starszyzną drużyny, w tym kapitanem zespołu Radosławem Sobolewskim. Konflikt miał swoje odzwierciedlenie jeszcze po latach gdy obaj już jako szkoleniowcy, Probierz Cracovii, a Sobolewski Wisły, nie podawali sobie rąk przed meczem, zgodnie ze zwyczajem panującym w Ekstraklasie. 

### GKS Bełchatów
Jeszcze w tej samej rundzie rozgrywek, 14 listopada objął stanowisko trenera innego klubu Ekstraklasy – GKS Bełchatów. Funkcję tę sprawował tylko do 27 grudnia, kiedy to jego kontrakt został rozwiązany za porozumieniem stron.

### Lechia Gdańsk
4 czerwca 2013 Probierz objął posadę I trenera Lechii Gdańsk. Umowa ze szkoleniowcem została zawarta na okres dwóch lat z opcję przedłużenia o kolejny rok.
30 lipca 2013 jego zespół zremisował w towarzyskim meczu z FC Barceloną 2:2 na Stadionie Gdańsk. 26 marca 2014 po przegranym dwumeczu 2:1, 1:1 w 1/4 finału Pucharu Polski Lechii z Jagiellonią Białystok oraz słabych wyników klubu w Ekstraklasie został zwolniony z posady trenera gdańszczan.

### Jagiellonia Białystok
7 kwietnia 2014 Probierz został trenerem Jagiellonii, było to jego drugie podejście do pracy w białostockim klubie. W sezonie 2014/15 Jagiellonia Białystok zajęła 3. miejsce w Ekstraklasie, pokonując w ostatniej kolejce Lechię Gdańsk 4:2. Pod wodzą Probierza drużyna wygrała dziewiętnaście spotkań, zremisowała osiem oraz przegrała w dziesięciu. Ukoronowaniem zakończonego ww. sezonu oprócz zdobycia brązowego medalu z drużyną był dla Probierza jego wybór dokonany przez trenerów i piłkarzy z całej ligi na „Trenera Sezonu”.
Kolejny sezon 2015/16 dla Jagiellonii prowadzonej pod wodzą Probierza zaczął się od meczów I rundy eliminacyjnej Ligi Europy UEFA, w której białostoczanie stosunkiem bramek (9:0) wyeliminowali litewską drużynę Kruoja Pokroje, by w drugiej rundzie odpaść w dwumeczu z Omonią Nikozja. Do „kanonu piłkarskiego słownika” przeszły słowa Probierza, że „puchary są jak pocałunek śmierci”.
4 czerwca 2017 na konferencji pomeczowej Probierz poinformował o zakończeniu jego współpracy z klubem ze stolicy Podlasia, a jej ukoronowaniem było zdobyte chwilę wcześniej wicemistrzostwo Polski. W sezonie 2016/17 Jagiellonia pod jego wodzą odniosła 21 zwycięstw, 8 remisów oraz doznała 8 porażek. Po rundzie zasadniczej drużyna zajmowała pierwsze miejsce w tabeli Ekstraklasy, z dorobkiem 59 punktów, by następnie w rundzie finałowej oddać pozycję lidera na rzecz Legii Warszawa. Ostatecznie o drugim miejscu w końcowej ligowej tabeli zadecydowała wyjazdowa porażka białostoczan w Gdańsku z Lechią (4:0) i uratowany w ostatnich minutach meczu remis z Lechem Poznań u siebie na zakończenie rozgrywek (2:2), co zaprzepaściło szanse Jagiellonii na złoty medal.

### Cracovia
21 czerwca 2017 Probierz objął funkcję trenera Cracovii. W styczniu 2019 został wiceprezesem ds. sportowych i członkiem zarządu klubu. 30 stycznia 2021 złożył dymisję z pełnionych funkcji po wyjazdowej porażce 1:0 z Wartą Poznań. 2 dni później jednak ogłosił, że zostaje w Cracovii.
Z krakowskim zespołem dwukrotnie dostał się do ligi Europy, raz zajmując czwarte miejsce w lidze (sezon 2019/20) i raz zdobywając Puchar Polski (sezon 2019/20). W tym samym sezonie zdobył też Superpuchar Polski. Za każdym razem w zmaganiach w Lidze Europy Cracovia swoje rozgrywki kończyła w pierwszej rundzie eliminacji. 9 listopada 2021 roku, po derbowej porażce 0:1 z Wisłą Kraków, kontrakt Probierza z Cracovią został rozwiązany za porozumieniem stron.

### Bruk-Bet Termalica Nieciecza
6 stycznia 2022 Michał Probierz objął funkcję trenera drużyny z Niecieczy. Dwa dni później, 8 stycznia tego samego roku, klub poinformował, że Probierz drogą mailową poprosił o rozwiązanie umowy za porozumieniem stron. Nie doszło do ani jednego spotkania nowego trenera z zawodnikami. W oświadczeniu klub odrzucił zarzuty postawione przez Probierza, który jak informują media uważał, że ustalenia przy podpisywaniu umowy z klubem zostały złamane. W wywiadzie 2022 Probierz wskazał, że chodziło o transfery oraz organizację klubu.

### Polska U-21
4 lipca 2022 został selekcjonerem reprezentacji Polski U-21.

### Reprezentacja Polski
20 września 2023 prezes PZPN Cezary Kulesza ogłosił, że Probierz został selekcjonerem reprezentacji Polski, zajmując miejsce zwolnionego Fernando Santosa i przejmując drużynę w trakcie eliminacji do Mistrzostw Europy 2024, w których zajmowała przedostatnie miejsce w tabeli. Na konferencji prasowej przedstawiającej szkoleniowca poinformowano, że podpisał on umowę do końca eliminacji do Mistrzostw Świata 2026. W debiucie 12 października 2023 zwyciężył Wyspy Owcze 2:0. Kadrę poprowadził jeszcze w dwóch spotkaniach eliminacyjnych, które zakończyły się remisami po 1:1 z Mołdawią i Czechami, co poskutkowało brakiem awansu na Mistrzostwa Europy 2024. Polska drużyna dzięki zajęciu wysokiej pozycji w Lidze Narodów UEFA 2022/2023 awansowała do barażów o awans na turniej. W marcu 2024 pod wodzą Probierza pokonała w półfinale baraży Estonię 5:1, później po rzutach karnych Walię 0:0 (5:4), dzięki czemu awansowała na Euro 2024. W fazie grupowej mistrzostw, po porażce z Holandią (1:2), porażce z Austrią (1:3) i po remisie z Francją (1:1), Polska zajęła ostatnie miejsce w grupie D. 25 czerwca 2024 PZPN poinformował, że Probierz po mistrzostwach Europy pozostanie selekcjonerem reprezentacji Polski. 
8 czerwca 2025 podjął decyzję o pozbawieniu funkcji kapitana reprezentacji Polski Roberta Lewandowskiego (którą piłkarz sprawował od 2014) i przekazaniu tej roli Piotrowi Zielińskiemu. Decyzja wywołała burzę medialną i spotkała się z konsekwencją w postaci rezygnacji z występów w reprezentacji Polski przez Lewandowskiego, który zapowiedział, że ze względu na utratę zaufania do selekcjonera, nie zagra w kadrze póki stanowisko będzie zajmował Michał Probierz. Dwa dni po przegranym meczu z Finlandią 1:2 w eliminacjach do mistrzostw świata 2026 zrezygnował z funkcji trenera kadry narodowej.

## Odbiór i styl gry drużyn
Uchodzi za charyzmatycznego i wymagającego szkoleniowca, podejmującego autorytarne decyzje, ale także za osobę porywczą. W środowisku piłkarskim zapamiętany z charakterystycznych wypowiedzi i oryginalnych konferencji prasowych, na których dosadnie wypowiadał się o problemach w polskiej piłce nożnej, w tym kwestii niewystarczającej ilości baz treningowych, niecierpliwości względem rozwoju talentów czy w jego opinii faworyzowania zagranicznych trenerów, używając przy tym niekiedy wulgarnego, nieoficjalnego języka. Na konferencje z dziennikarzami zdarzało mu się przychodzić w ciemnych okularach, w 2018 podczas konferencji prasowej jako trener Cracovii do doniczki wsypał ziarenka i ziemię, ilustrując swój monolog o braku cierpliwości do pracy trenera. W 2015 jako trener Jagiellonii wręczył przed meczem trenerowi Legii Henningowi Bergowi, który nie mówił po polsku, rozmówki polsko-norweskie. Z drugiej strony jako trener Cracovii był krytykowany przez media za kompletowanie drużyny składającej się w większości z obcokrajowców (w 2021 Cracovia była drużyną z największą ilością obcokrajowców w ekstraklasowej stawce - 20), czy też taktykę skupiającą się na masowych dośrodkowaniach. Styl gry jego drużyn cechuje się kładzeniem nacisku na grę w defensywie, jest zwolennikiem jak najszybszego przemieszczenia piłki w pole karne rywala, zamiast budowania akcji od tyłu.  

## Życie prywatne
Był związany z Katarzyną, córką Tadeusza Gapińskiego. Ma trzech synów. Jego pasją jest czytanie książek (jest miłośnikiem twórczości Jana Sztaudyngera), a także gra w golfa. W 2025 wziął udział w mistrzostwach Polski seniorów w tej dyscyplinie. W wieku 13 lat w wyniku wypadku podczas jazdy na sankach stracił fragment środkowego palca u prawej ręki.

## Statystyki

### Piłkarskie
| Sezon         | Klub               | Liga          | Mecze | Gole |
| ------------- | ------------------ | ------------- | ----- | ---- |
| 1989/1990 (w) | Ruch Chorzów       | I liga        | 4     | 0    |
| 1990/1991     | Ruch Chorzów       | I liga        | 17    | 0    |
| 1991/1992     | Ruch Chorzów       | I liga        | 12    | 1    |
| 1992/1993     | Ruch Chorzów       | I liga        | 29    | 1    |
| 1993/1994 (j) | Ruch Chorzów       | I liga        | 15    | 0    |
| 1993/1994     | Bayer Uerdingen    | 2. Bundesliga | 9     | 0    |
| 1994/1995     | Bayer Uerdingen    | Bundesliga    | 3     | 0    |
| 1995/1996     | SG Wattenscheid 09 | 2. Bundesliga | 17    | 1    |
| 1996/1997     | SG Wattenscheid 09 | Regionalliga  | 13    | 1    |
| 1997/1998     | Górnik Zabrze      | I liga        | 28    | 1    |
| 1998/1999     | Górnik Zabrze      | I liga        | 27    | 3    |
| 1999/2000     | Górnik Zabrze      | I liga        | 30    | 1    |
| 2000/2001     | Górnik Zabrze      | I liga        | 28    | 0    |
| 2001/2002     | Górnik Zabrze      | I liga        | 22    | 2    |
| 2002/2003     | Górnik Zabrze      | I liga        | 24    | 0    |
| 2003/2004     | Górnik Zabrze      | I liga        | 22    | 0    |
| 2004/2005 (j) | Pogoń Szczecin     | I liga        | 2     | 0    |
| 2004/2005     | Widzew Łódź        | II liga       | 21    | 1    |
| Ogólnie       | Ogólnie            | Ogólnie       | 323   | 12   |

Źródła:

### Trenerskie

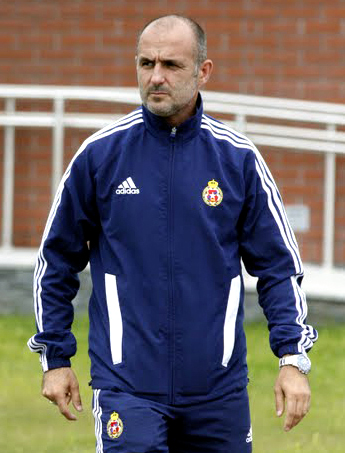
Probierz jako trener Wisły Kraków w 2012 roku

(stan na 11 czerwca 2025)
| Drużyna                      | Od                  | Do                  | M   | Z   | R   | P   | %Z    |
| ---------------------------- | ------------------- | ------------------- | --- | --- | --- | --- | ----- |
| Polonia Bytom                | 6 października 2005 | czerwiec 2006       | 26  | 9   | 6   | 11  | 34,62 |
| Widzew Łódź                  | czerwiec 2006       | 3 września 2007     | 44  | 11  | 10  | 23  | 25,00 |
| Polonia Bytom                | 17 grudnia 2007     | 22 maja 2008        | 15  | 3   | 6   | 6   | 20,00 |
| Jagiellonia Białystok        | czerwiec 2008       | 22 lipca 2011       | 114 | 46  | 31  | 37  | 40,35 |
| ŁKS Łódź                     | 5 września 2011     | 4 listopada 2011    | 8   | 4   | 1   | 3   | 50,00 |
| Aris FC                      | 4 listopada 2011    | 5 stycznia 2012     | 9   | 4   | 1   | 4   | 44,44 |
| Wisła Kraków                 | 1 marca 2012        | 2 października 2012 | 23  | 11  | 4   | 8   | 47,83 |
| GKS Bełchatów                | 14 listopada 2012   | 27 grudnia 2012     | 4   | 0   | 2   | 2   | 0,00  |
| Lechia Gdańsk                | 4 czerwca 2013      | 26 marca 2014       | 27  | 8   | 10  | 9   | 29,63 |
| Jagiellonia Białystok        | 7 kwietnia 2014     | 4 czerwca 2017      | 119 | 55  | 26  | 38  | 46,22 |
| Cracovia                     | 21 czerwca 2017     | 9 listopada 2021    | 155 | 58  | 40  | 57  | 37,42 |
| Bruk-Bet Termalica Nieciecza | 6 stycznia 2022     | 8 stycznia 2022     | 0   | 0   | 0   | 0   | –     |
| Polska U-21                  | 4 lipca 2022        | 20 września 2023    | 10  | 5   | 3   | 2   | 50,00 |
| Polska                       | 20 września 2023    | 12 czerwca 2025     | 21  | 9   | 5   | 7   | 42,86 |
| Ogólnie                      | Ogólnie             | Ogólnie             | 568 | 218 | 143 | 205 | 38,38 |

## Osiągnięcia

### Reprezentacyjne
- Reprezentacja Polski w piłce nożnej mężczyzn: awans na Euro 2024 w Niemczech

### Klubowe
Jagiellonia Białystok
- Puchar Polski: 2009/2010
- Superpuchar: 2010
- Wicemistrzostwo Polski: 2016/2017

Cracovia
- Puchar Polski: 2019/2020
- Superpuchar: 2020

### Indywidualne
- Trener Sezonu: 2014/2015[80]
- Trener Roku: 2010
- Trener 90-lecia Jagiellonii: 2010